# Cicle de vida al desenvolupament de sistemes
En enginyeria de sistemes, sistemes d'informació i enginyeria de programari, el cicle de vida al desenvolupament de sistemes (CVDS), també anomenat com cicle de vida del desenvolupament d'aplicacions, és el procés per planificar, crear, provar e implantar un sistema d'informació. El concepte de cicle de vida al desenvolupament de sistemes aplica a un ventall de configuracions de maquinari i programari atès que un sistema pot estar compost només per maquinari, només per programari o bé per una combinació d'ambdós. Habitualment hi ha sis etapes en aquest cicle: requeriments, anàlisi, disseny, desenvolupament i proves, implantació, documentació i avaluació. The entire software development cycle involves the use of one development methodology that decides end to end process of the software development. Process, such as structuring, planning, controlling, timelines, cumulative cost etc.

## Cicle de vida del desenvolupament de sistemes (SDLC)
El cicle de vida de desenvolupament de sistemes (SDLC), també conegut com a cicle de vida de desenvolupament d'aplicacions, és un procés sistemàtic utilitzat en enginyeria de sistemes, sistemes d'informació i enginyeria de programari per dissenyar, crear, provar i desplegar un sistema d'informació. Aquesta metodologia garanteix que els projectes de desenvolupament de programari estiguin ben estructurats, organitzats i resultin en sistemes d'alta qualitat que compleixin els requisits dels usuaris.

### Visió general
L'SDLC abasta una sèrie de fases ben definides, cadascuna amb els seus objectius, resultats i activitats específics. Aquestes fases solen ser seqüencials i la finalització d'una fase és un requisit previ per a l'inici de la següent. Les etapes principals del SDLC inclouen:

### Anàlisi de requisits
En aquesta fase inicial, les parts interessades del projecte, inclosos els usuaris finals i els analistes empresarials, col·laboren per reunir i documentar els requisits del sistema. Aquesta etapa pretén establir una comprensió clara del que ha d'aconseguir el sistema, incloses la seva funcionalitat, criteris de rendiment i limitacions.

### Disseny del sistema
Durant la fase de disseny, els arquitectes i dissenyadors del sistema creen un projecte detallat per al sistema. Això inclou definir l'arquitectura del sistema, les estructures de dades, les interfícies d'usuari i els algorismes. La fase de disseny serveix com a base per a la fase de desenvolupament.

### Desenvolupament i proves
La fase de desenvolupament consisteix a escriure el codi real i els components del programari basats en el disseny del sistema. Simultàniament, es realitzen proves rigoroses per identificar i rectificar defectes, assegurant que el sistema funciona segons el previst. Les proves poden incloure proves d'unitat, proves d'integració i proves d'acceptació dels usuaris.

### Implementació
Un cop finalitzat el desenvolupament i les proves, el sistema s'implementa. Aquesta fase consisteix a instal·lar i configurar el sistema a l'entorn objectiu, assegurant-se que s'integra perfectament amb els sistemes i processos existents.

### Documentació
Al llarg de l'SDLC, es crea una documentació completa per proporcionar als usuaris, administradors i futurs desenvolupadors informació sobre la funcionalitat, l'arquitectura i els procediments de manteniment del sistema. La documentació és crucial per a la comprensió i el suport del sistema.

### Avaluació i manteniment
Després de la implementació, el sistema es supervisa i s'avalua contínuament per garantir que compleix els objectius previstos. Les actualitzacions o millores necessàries s'identifiquen i s'incorporen durant la fase de manteniment. Aquesta fase també pot implicar la formació dels usuaris finals i el suport permanent.

## Metodologies i Variants
Existeixen nombroses metodologies i marcs per implementar l'SDLC, cadascun amb el seu propi conjunt de principis i pràctiques. Algunes de les metodologies SDLC més conegudes inclouen el model Waterfall, les metodologies Agile (com Scrum i Kanban), el model iteratiu i el V-Model.

## Importància
L'SDLC té un paper crucial per garantir el desenvolupament i el desplegament reeixits dels sistemes de programari. Promou un enfocament sistemàtic i organitzat del desenvolupament de programari, que ajuda a gestionar els riscos, controlar els costos i oferir solucions d'alta qualitat que s'alineen amb les necessitats dels usuaris i els objectius empresarials.

### Conclusió
El cicle de vida del desenvolupament de sistemes és un concepte fonamental en enginyeria de programari i desenvolupament de sistemes. Proporciona un marc estructurat per gestionar tot el procés de desenvolupament de programari, des de la recollida de requisits inicials fins al manteniment del sistema. Comprendre i aplicar de manera eficaç l'SDLC és essencial per a les organitzacions i els professionals implicats en el desenvolupament de programari per aconseguir resultats satisfactoris i satisfer les demandes dels usuaris en evolució.